# 52-га дивізія охорони (Третій Рейх)
52-га дивізія охорони (Третій Рейх) (нім. 52. Sicherungs-Division) — піхотна дивізія німецьких сухопутних військ, що виконувала завдання охорони тилу військ Вермахту за часів Другої світової війни.

## Історія
52-га дивізія охорони була створена 8 квітня 1944 року на основі розгромленої 52-ї навчально-польової дивізії, що зазнала невиправних втрат під час боїв на Східному фронті. Дивізія вела бойові дії на прибалтійському напрямку й у жовтні 1944 після значних втрат була розформована.

## Райони бойових дій
- СРСР (північний напрямок) (квітень — жовтень 1944).

## Командування

### Командири
- генерал-майор Альберт Невігер (нім. Albert Newiger) (8 квітня — 5 вересня 1944);
- генерал-лейтенант барон Альбрехт Діжон фон Монтетон (нім. Albrecht Baron Digeon von Monteton) (5 вересня — 1 жовтня 1944).